# Sigma-1-Rezeptor
Der Sigma-1-Rezeptor gehört zur Familie der Sigma-Rezeptoren und ist ein Transmembranprotein im endoplasmatischen Reticulum (ER), das in vielen verschiedenen Gewebearten bei Säugetieren vorkommt. Er findet sich überdurchschnittlich in Leber, Darm, Prostata, Plazenta, Dünndarm, Herz, Netzhaut und Pankreas. Mehrere lebenswichtige Funktionen sind bekannt, so beim Lipidtransport vom ER, beim Aufbau von Lipiddomänen in der Zellmembran, bei der Regulation anderer Rezeptoren und Ionenkanäle, sowie bei der Signaltransduktion mittels BDNF, EGF und Calcium, und nicht zuletzt bei Zellfunktionen wie Sprossung und Zelltod. Er spielt eine Rolle bei Lernprozessen, im Gedächtnis und bei Stimmungsschwankungen.
Der Sigma-1-Rezeptor wurde 1996 aus Meerschweinchenleber mit Hilfe chromatographischer Methoden gereinigt und die Ligandenbindungsstelle mit Hilfe des Photoaffinitätsliganden Azidopamil identifiziert. Die proteincodierende cDNA wurde kloniert und heterolog exprimiert. Der Rezeptor zeigt in seiner Aminosäuresequenz keinerlei Homologie zu anderen Säugerproteinen, aber erstaunlicherweise 30 % Sequenzidentität und 69 % Ähnlichkeit zum ERG2 Genprodukt der Hefen. Das ERG 2 Genprodukt ist eine C8-C7 Sterolisomerase im Stoffwechselweg der Ergosterol Biosynthese. Daher haben  potente Fungizide wie  z. B. Fenpropimorph, das die Sterolisomerase hemmt, auch  hohe Bindungsfestigkeit (Dissoziationskonstanten im picomolaren Bereich) zum Säuger Sigma-1-Rezeptor.  Klinisch verwendete Medikamente wie Raloxifen oder Amiodarone binden  an die Säuger-  C 8-C 7 Sterol-Isomerase (Emopamil Binding Protein, EPB) und an den Sigma-1-Rezeptor mit hoher Affinität.
Wiederholter Kokainmissbrauch führt in Mäusen zu Verhaltensänderungen, die auf vermehrte Expression des Sigma-1-Rezeptors in Großhirnrinde, Striatum und Hippocampus zurückzuführen sind. Antiapoptotische, neuroprotektive Wirkungen machen den Rezeptor zu einem Target bei der Behandlung von Depression und neurodegenerativer Erkrankungen der Retina. Die Medikamente Opipramol, Dextromethorphan und Fluvoxamin weisen hohe Affinitäten zu Rezeptoren des σ-Typs auf, ebenso das atypische Neuroleptikum Quetiapin.
Anfangs galt der Rezeptor als Opioidrezeptor, da Opioide ihre antitussive Wirkung über diesen Rezeptor entfalten, jedoch binden weder endogene Opioide an diesen Rezeptor, noch kann die Wirkung selektiver σ1-Liganden durch Naloxon/Naltrexon blockiert werden.